# Кацран
Кацран — упразднённое село в Кулинском районе Дагестана. На момент упразднения являлось входило в состав Гамияхского сельсовета. В 1944 году все население села было переселено в село Гамиях Новолакского района.

## Географическое положение
Располагалось в 8 км к западу от районного центра села Вачи.

## История
До вхождения Дагестана в состав Российской империи селение входило в состав Казикумухского ханства. Затем в составе Гамияхского сельского общества Казикумухского наибства Казикумухского округа Дагестанской области. В 1895 году селение состояло из 27 хозяйств. По данным на 1926 год село состояло из 35 хозяйств. В административном отношении входило в состав Гамияхского сельсовета Лакского района. В 1930-е годы являлось отделением колхоза «Красный чабан». С 1935 года вошло в состав Кулинского района.
В 1944 году, после депортации чеченского населения с Северного Кавказа, все население села (42 хозяйства) было переселено в село Минай-Тугай (современное Гамиях) бывшего Ауховского района.

## Население
| Год       | 1895 | 1908 | 1926 | 1939 | 1944 |
| --------- | ---- | ---- | ---- | ---- | ---- |
| Население | 134  | 175  | 123  | 163  | 161  |

По переписи 1926 года в селе проживал 123 человека (39 мужчин и 84 женщины), из которых: лакцы — 100 %. Кроме того числилось 26 отходников.

## Уроженцы
Махмудов-Кацранский, Эфенди Махмудович — революционер, борец за установление Советской власти в Азербайджане и Дагестане.